# Франко Феррарі
Франко Аріель Феррарі (ісп. Franco Ariel Ferrari; нар. 9 травня 1992, Росаріо) — аргентинський футболіст, лівий захисник грецького клубу «Волос».

## Кар'єра
Розпочав грати у футбол в Аргентині, де грав за місцеві нижчолігові клуби «Тіро Федераль», «Сантамаріна», «Пуерто Сан-Мартін» та «Атлетіко Мітре».
У червні 2019 року Феррарі погодився переїхати до Греції у клуб «Волос», за який він грав протягом трьох років і провів 100 матчів в усіх турнірах, забивши три голи та віддавши 6 результативних передач. За підсумками сезону 2020/21 був включений до символічної збірної грецької Суперліги
У сезоні 2022/23 Феррарі виступав на Кіпрі за АПОЕЛ. Незважаючи на фінансові проблеми клубу, Феррарі був незамінним гравцем команди, провівши 32 матчі і віддавши 4 гольові передачі в усіх турнірах. 
30 червня 2023 року Феррарі повернувся до Греції, підписавши дворічний контракт з «Арісом» (Салоніки). Дебютував у складі «жовтих» 27 липня 2023 року у виїзному матчі проти клубу «Арарат-Вірменія» (1:1) у кваліфікації Ліги конференцій УЄФА.